# Thomas Mansel (Politiker, um 1556)
Sir Thomas Mansel, 1. Baronet (auch Thomas Mansell) (* um 1556; † 20. Dezember 1631 in Margam Abbey), war ein englischer Adliger und Politiker. 

## Herkunft
Thomas Mansel entstammte der alten walisischen Familie Mansel. Er war der älteste Sohn von Sir Edward Mansel und dessen Frau Jane Somerset, einer Tochter von Henry Somerset, 2. Earl of Worcester und dessen zweiten Frau Elizabeth Browne. Zu seinen Geschwistern gehörte der Vizeadmiral Sir Robert Mansell. 1578 unternahm er eine Grand Tour nach Italien.

## Politische Tätigkeit
Nach dem Tod seines Vaters 1585 erbte er die Besitzungen der Familie in Südwales, darunter Margam Abbey sowie Oxwich und Penrice Castle. Durch seine Mutter gehörte er zur Verwandtschaft der mächtigen Familie Somerset, die zu den größten Grundbesitzern in Südwales gehörten. Er diente dieser Familie lange Jahre als Verwalter ihrer Güter auf Gower und in Swansea. Vor 1593 wurde er zum Ritter geschlagen. Von 1593 bis 1594, von 1603 bis 1604 und von 1622 bis 1623 war er Sheriff von Glamorgan. Neben zahlreichen anderen Ämtern war er als Nachfolger seines Vaters von 1585 bis zu seinem Tod Chamberlain und Chancellor von Südwales. Bei der Unterhauswahl 1597 wurde er als Knight of the Shire für Glamorgan gewählt. Nachdem zunächst 1601 John Herbert und dann 1604 Philip Herbert zum Knight of the Shire gewählt wurden, wurde Mansel 1605 durch Nachwahl erneut Knight of the Shire, nachdem Philip Herbert zum Earl of Montgomery erhoben worden war. Bei der Unterhauswahl 1614 wurde Mansel wieder gewählt. Mehrmals, so 1606 und 1610, gehörte er Delegationen des House of Commons an, die sich bei König Jakob I. über dessen Regierung beschwerten. Thomas Mansel gehörte zu den 200 Mitgliedern der Gentry, die am 22. Mai 1611 durch Letters Patent erstmals in den Rang eines Baronets erhoben wurden, er erhielt den Titel Baronet, of Margam in the County of Glamorgan. 

## Ehen und Nachkommen
In erster Ehe heiratete Mansel am 30. Mai 1582 Mary Mordaunt, die älteste Tochter von Lewis Mordaunt, 3. Baron Mordaunt aus Bedfordshire und dessen Frau Elizabeth Darcy. Mit ihr hatte er mehrere Kinder, darunter:
- Sir Lewis Mansel, 2. Baronet (um 1594–1637)
- Arthur Mansel ⚭ Jane Price

Nachdem seine Frau vor 1603 verstorben war, heiratete er 1603 in zweiter Ehe Jane Bussy, die Witwe von John Fuller und John Bussey. Durch diese Heirat erwarb er beträchtlichen Grundbesitz in Lincolnshire. Mit seiner zweiten Frau hatte er eine Tochter:
- Mary Mansel ⚭ Sir Edward Stradling, 2. Baronet

Er wurde in Margam Abbey begraben. Sein Erbe wurde sein ältester Sohn Lewis Mansel. Sein drittältester Sohn Arthur Mansel heiratete Jane Price, die Tochter und Erbin von William Price und erwarb so Briton Ferry bei Neath. Arthurs Sohn Bussy erhielt seinen ungewöhnlichen Vornamen wahrscheinlich nach Jane Bussy, der zweiten Frau seines Großvaters Thomas.